# هوراشيو ووكر
هوراشيو ووكر هو رسام و‌مصور كندي، ولد في 12 مايو 1858 في Listowel, Ontario ‏ في كندا، وتوفي في 27 سبتمبر 1938 في ساينت بترونيل في كندا.